# Grundbruch

Grundbruch unter einem mittig belasteten Fundament. Das Wegbrechen des Bodens kann in eine der beiden Richtungen geschehen, wobei sich das Fundament setzt und zur gegenüberliegenden Seite kippt.

Als Grundbruch wird in der Bodenmechanik ein seitliches Wegbrechen des Bodens durch zu große Bodenpressung bezeichnet. Typischerweise kann ein Grundbruch unter einem Fundament eines Bauwerkes auftreten, wobei der Boden entlang einer Gleitfuge verdrängt wird.
Ursache für den Vorgang ist das Überschreiten der Scherfestigkeit, die die Widerstandsfähigkeit des Bodens beschreibt. Bei Tiefgründungen wird der Grundbruch durch die Auflast des darüberliegenden Bodens verhindert, so dass die Gefahr in der Regel nur bei Flachgründungen besteht.
Wird die Bewegung des Bodens durch Grundwasserströmungen ausgelöst, so spricht man von einem hydraulischen Grundbruch.
Die erste fotografische Aufnahme eines Grundbruchvorgangs stammt von V. J. Kurdjümoff (1889).

## Vorgang
Bei Überbelastung des Bodens wird die Scherfestigkeit überschritten, das heißt, die Verzahnung der Bodenkörner, die Kohäsionskräfte und die Gewichtskraft des bewegten Bodens reichen nicht aus, um die einwirkende Last zu halten.
Beim Grundbruch unter einem Fundament sinkt dieses in den Boden ein und neigt sich; auch eine Verschiebung kann die Folge sein. Durch einen Grundbruch kann das Bauwerk erheblichen Schaden nehmen oder einstürzen.

## Bruchfigur
Der als Bruchfigur oder Grundbruchfigur bezeichnete Bodenkörper, der sich bei einem Grundbruch bewegt, wird umschrieben von einer gekrümmten Gleitfläche. Im Vertikalschnitt wird die Gleitfuge aus Geradenstücken und logarithmischen Spiralen als Übergang dazwischen gebildet. Die Gleitfläche beginnt nah einer Fundamentkante und endet, abhängig von der Bodenart, mehrere Meter neben der Gründung.

## Normung und Nachweis
Der Nachweis der Grundbruchsicherheit eines Fundaments wird mit den Methoden der Erdstatik geführt und ist in Europa im Eurocode 7 geregelt. Eine zusätzliche deutsche Norm ist die DIN 4017, die Nachweismöglichkeiten für wichtige Standardfälle enthält. Die Nachweise beruhen zum Teil auf Berechnungen im Rahmen der Plastizitätstheorie, zum Teil auf experimentellen Untersuchungen.
Wichtige Parameter in der Nachweisführung sind der Reibungswinkel und die Kohäsion des Bodens. Die Nähe zu abfallenden Böschungen, nicht senkrechte Lasteinleitung und eine sehr geringe Einbindetiefe eines Fundaments begünstigen einen Grundbruch. Diese Faktoren müssen deshalb in der Prüfung der Grundbruchsicherheit ebenfalls mit berücksichtigt werden.